# Elixír lásky (Star Trek)
Elixír lásky je desátá epizoda první řady animovaného seriálu Star Trek. Premiéra epizody v USA proběhla 10. listopadu 1973, v České republice 16. listopadu 1997.
Děj posádku opět setkává s Harry Muddem, podvodným a intrikářským obchodníkem, žijícím za hranicí zákona. Epizoda tak nepřímo navazuje na díly Muddovy ženy a Já, Mudd hraného seriálu Star Trek. V událostech Já, Mudd byl Harry Mudd nakonec uvězněn na planetě plné androidů, kde mu posádka nechala vytvořit několik kopií paní Muddové. V originálním znění postavičku daboval Roger C. Carmel, který ztvárnil i postavu Mudda v hraném seriálu.

## Příběh
Píše se hvězdné datum 4978.5. Hvězdná loď USS Enterprise NCC-1701 pod velením kapitána Jamese Kirka doráží do hvězdného systému Arcadia, kde pátrá po Harry Muddovi. Na planetě skutečně nachází Mudda, který se snaží okrádat horníky prodejem elixíru lásky. Na Zlaté hroudě zákony Federace neplatí, ale když Spock ukáže horníkům trik, kterým je Mudd balamutí, podvodník rád přijímá pozvání na Enterprise.
Vysvětluje, jak se dostal z planety androidů a následně se dostal ke krystalům lásky. Po výslechu si všímá, že sestra Chapelová chová náklonnost k prvnímu důstojníkovi. Vnucuje svůj krystal a nakonec jej nechá Chapelové jako vzorek.
Při návratu Enterprise objevuje dvojhvězdu s planetou třídy M, tedy s převažujícím dusíkem, avšak dostatečným kyslíkem v atmosféře.
Krystal lásky nemá při kontaktu velký účinek a když Chapelová nachází celu prázdnou, dochází jí, že byla pouze Muddem využita k jeho útěku. Když jej dostihne v hangáru, způsobí, že Muddovi vypadnou zbylé krystaly, které nasaje rozvod vzduchu lodi. Daří se mu uniknout v raketoplánu směrem k planetě.
Na můstku zatím dolehly účinky krystalu na pana Spocka. Uvažuje silně emocionálně a chce Chapelovou zachránit. Kapitán si bere Spocka a vyráží za Muddem a nařizuje McCoyovi začít s rozborem zbylých krystalů. Díky účinku rozvodu vzduchu se začnou podivně chovat další členové posádky, včetně pana Scotta, M'Ress a Arexe.
Výsadek brzy nachází Mudda i vrchní sestru, ale také zjišťují, že planetu obývají obrovská monstra, která doposud spala a připomínala skaliska. Když Kirk žádá o nouzový přesun, obsluha transportéru se kvůli vlivu krystalů věnuje něčemu jinému než povinnostem. Kapitán proto musí vymyslet nouzový plán. Vhazuje zbylé krystaly do tlamy jednoho z tvorů, který se do něj zamiluje a začne bojovat se svým vlastním druhem.
Zpět na lodi všichni zjišťují, že krystaly lásky mají zvláštní druh kocoviny, konkrétně několikahodinovou nenávist vůči původně milované osobě.